# Championnat du monde féminin d'omnium
Pour les articles homonymes, voir Omnium féminin.
L'omnium féminin est une compétition de cyclisme sur piste individuelle composée de cinq épreuves. Elle a été introduite au programme des championnats du monde de cyclisme sur piste aux mondiaux de 2009.

## Règlement de l'omnium
Chaque épreuve donne lieu à un classement individuel. Les classements des coureurs sur les épreuves sont cumulés. Le vainqueur de l'omnium est le coureur totalisant le moins de points à l'issue des cinq épreuves.
Les épreuves composants l'omnium féminin sont :
- un contre-la-montre de 200 mètres départ lancé
- un scratch
- une poursuite individuelle
- une course aux points
- un contre-la-montre de 500 mètres

En 2023, l'UCI a choisi d'aligner les distances sur les hommes et la course tempo, deuxième épreuve de l'Omnium, passe de 7,5 à 10 km à partir de janvier 2025.

## Palmarès
| Édition | Or                      | Argent                     | Bronze                  |
| ------- | ----------------------- | -------------------------- | ----------------------- |
| 2009    | Josephine Tomic (AUS)   | Tara Whitten (CAN)         | Yvonne Hijgenaar (NED)  |
| 2010    | Tara Whitten (CAN)      | Elizabeth Armitstead (GBR) | Leire Olaberría (ESP)   |
| 2011    | Tara Whitten (CAN)      | Sarah Hammer (USA)         | Kirsten Wild (NED)      |
| 2012    | Laura Kenny (GBR)       | Annette Edmondson (AUS)    | Sarah Hammer (USA)      |
| 2013    | Sarah Hammer (USA)      | Laura Kenny (GBR)          | Annette Edmondson (AUS) |
| 2014    | Sarah Hammer (USA)      | Laura Kenny (GBR)          | Annette Edmondson (AUS) |
| 2015    | Annette Edmondson (AUS) | Laura Kenny (GBR)          | Kirsten Wild (NED)      |
| 2016    | Laura Kenny (GBR)       | Laurie Berthon (FRA)       | Sarah Hammer (USA)      |
| 2017    | Katie Archibald (GBR)   | Kirsten Wild (NED)         | Amy Cure (AUS)          |
| 2018    | Kirsten Wild (NED)      | Amalie Dideriksen (DEN)    | Rushlee Buchanan (NZL)  |
| 2019    | Kirsten Wild (NED)      | Letizia Paternoster (ITA)  | Jennifer Valente (USA)  |
| 2020    | Yumi Kajihara (JPN)     | Letizia Paternoster (ITA)  | Daria Pikulik (POL)     |
| 2021    | Katie Archibald (GBR)   | Lotte Kopecky (BEL)        | Elisa Balsamo (ITA)     |
| 2022    | Jennifer Valente (USA)  | Maike van der Duin (NED)   | Maria Martins (POR)     |
| 2023    | Jennifer Valente (USA)  | Amalie Dideriksen (DEN)    | Lotte Kopecky (BEL)     |
| 2024    | Ally Wollaston (NZL)    | Jessica Roberts (GBR)      | Anita Stenberg (NOR)    |

## Bilan
| Rang | Coureur           | Médaille d'or, Coupe du Monde | Médaille d'argent, Coupe du Monde | Médaille de bronze, Coupe du Monde | Total |
| ---- | ----------------- | ----------------------------- | --------------------------------- | ---------------------------------- | ----- |
| 1    | Laura Kenny       | 2                             | 3                                 | 0                                  | 5     |
| 2    | Sarah Hammer      | 2                             | 1                                 | 2                                  | 5     |
| 2    | Kirsten Wild      | 2                             | 1                                 | 2                                  | 5     |
| 4    | Tara Whitten      | 2                             | 1                                 | 0                                  | 3     |
| 5    | Jennifer Valente  | 2                             | 0                                 | 1                                  | 3     |
| 6    | Katie Archibald   | 2                             | 0                                 | 0                                  | 2     |
| 7    | Annette Edmondson | 1                             | 1                                 | 2                                  | 4     |
| 8    | Josephine Tomic   | 1                             | 0                                 | 0                                  | 1     |
| 8    | Ally Wollaston    | 1                             | 0                                 | 0                                  | 1     |

| Rang  | Pays             | Médaille d'or, Coupe du Monde | Médaille d'argent, Coupe du Monde | Médaille de bronze, Coupe du Monde | Total |
| ----- | ---------------- | ----------------------------- | --------------------------------- | ---------------------------------- | ----- |
| 1     | Grande-Bretagne  | 4                             | 5                                 | 0                                  | 9     |
| 2     | États-Unis       | 4                             | 1                                 | 3                                  | 8     |
| 3     | Pays-Bas         | 2                             | 2                                 | 3                                  | 7     |
| 4     | Australie        | 2                             | 1                                 | 3                                  | 6     |
| 5     | Canada           | 2                             | 1                                 | 0                                  | 3     |
| 6     | Nouvelle-Zélande | 1                             | 0                                 | 1                                  | 2     |
| 7     | Japon            | 1                             | 0                                 | 0                                  | 1     |
| 8     | Italie           | 0                             | 2                                 | 1                                  | 3     |
| 9     | Danemark         | 0                             | 2                                 | 0                                  | 2     |
| 10    | Belgique         | 0                             | 1                                 | 1                                  | 2     |
| 11    | France           | 0                             | 1                                 | 0                                  | 1     |
| 12    | Espagne          | 0                             | 0                                 | 1                                  | 1     |
| 12    | Norvège          | 0                             | 0                                 | 1                                  | 1     |
| 12    | Pologne          | 0                             | 0                                 | 1                                  | 1     |
| 12    | Portugal         | 0                             | 0                                 | 1                                  | 1     |
| Total | Total            | 16                            | 16                                | 16                                 | 48    |